# 김로만
김로만(金로만 1996년 8월 3일 ~)은 대한민국의 축구 선수로 한국인 아버지와 러시아인 어머니 사이에서 태어났으며 포지션은 골키퍼이다.

## 축구인 경력

### 선수 경력
2009년 신곡초등학교의 주전 골키퍼로 활약하며, 그 해 3개의 전국대회에서 팀의 무패 우승을 이끌었다.
2010년 포항 스틸러스 산하의 U-15 유스팀인 포항제철중학교 축구부로 스카우트되었으며, 입단 첫 해 추계연맹전 저학년부 우승을 시작으로 2011년에는 풍생중학교와의 왕중왕전 결승전에서 승부차기를 세 차례나 막아내는 선방으로 팀을 우승으로 이끌었다. 2012년에는 춘계 한국중등축구연맹전, 전국소년체전에서 우승을 차지하였다.
2013년 포항제철고등학교 축구부에 입단하였으며, 2학년 때부터 경기 출전을 늘려 가기 시작했다. 문화체육부장관기 전국고교 축구대회 우승, 대통령금배 전국고교축구대회 우승을 이끌며 양 대회에서 모두 최우수 GK상을 수상하였고, 울산 현대고와의 전국체전 결승전에서는 승부차기에서 잇따라 선방하기도 하였다. 2015년에도 K리그 주니어 후기리그 우승의 주역으로 활약하였다.
고등학교 3학년을 마치고 2016년 포항 스틸러스에 입단하였으나 주전 골키퍼인 신화용, 김진영 등에 밀려 출장 기회를 잡지 못했고, 2017년 강릉시청으로 임대되었다. 2017년 FA컵 3라운드 안산 그리너스와의 경기에서 연장 종료 직전 교체투입되었고, 승부차기에서 상대편의 한 차례의 선방을 보이며 강릉시청의 5-4 승부차기 승리를 이끌었다.
2018시즌 이후로 FA선수가 되었고, K3리그의 평택 시민축구단에 입단했다.

## 수상

### 개인
- 2011년 대교눈높이 전국 중등 축구리그 왕중왕전 골키퍼상
- 2014년 제40회 문화체육부장관기 전국고교축구대회 최우수GK상
- 2014년 제47회 대통령금배 전국고교축구대회 최우수GK상

## 경력

### 선수 경력
- 2016년 - 2019년  포항 스틸러스
- 2017년  강릉시청